# Петалума (Каліфорнія)
Петалума (англ. Petaluma) — місто (англ. city) в США, в окрузі Сонома штату Каліфорнія. Населення — 59 776 осіб (2020).

## Географія
Петалума розташована за координатами 38°14′33″ пн. ш. 122°37′42″ зх. д. / 38.24250° пн. ш. 122.62833° зх. д. (38.242618, -122.628434).  За даними Бюро перепису населення США в 2010 році місто мало площу 37,53 км², з яких 37,25 км² — суходіл та 0,28 км² — водойми.

### Клімат
| Клімат : Петалума     | Клімат : Петалума | Клімат : Петалума | Клімат : Петалума | Клімат : Петалума | Клімат : Петалума | Клімат : Петалума | Клімат : Петалума | Клімат : Петалума | Клімат : Петалума | Клімат : Петалума | Клімат : Петалума | Клімат : Петалума | Клімат : Петалума |
| Показник              | Січ.              | Лют.              | Бер.              | Квіт.             | Трав.             | Черв.             | Лип.              | Серп.             | Вер.              | Жовт.             | Лист.             | Груд.             | Рік               |
| Середній максимум, °C | 13,8              | 16,3              | 17,9              | 19,9              | 22,3              | 25,6              | 27,7              | 27,6              | 27,4              | 24,3              | 18,6              | 14,2              | 21,3              |
| Середній мінімум, °C  | 3,1               | 4,6               | 5,3               | 6,3               | 8,0               | 9,9               | 10,7              | 10,8              | 10,3              | 8,3               | 5,2               | 3,4               | 7,2               |
| Норма опадів, мм      | 135               | 116               | 83                | 40                | 16                | 5                 | 1                 | 2                 | 6                 | 33                | 75                | 121               | 632               |
| --------------------- | ----------------- | ----------------- | ----------------- | ----------------- | ----------------- | ----------------- | ----------------- | ----------------- | ----------------- | ----------------- | ----------------- | ----------------- | ----------------- |
| Джерело:              |                   |                   |                   |                   |                   |                   |                   |                   |                   |                   |                   |                   |                   |

## Демографія
Згідно з переписом 2010 року, у місті мешкала 57 941 особа в 21 737 домогосподарствах у складі 14 701 родини. Густота населення становила 1544 особи/км².  Було 22736 помешкань (606/км²).
Расовий склад населення:
| - 80,4 % — білих - 4,5 % — азіатів - 1,4 % — чорних або афроамериканців - 0,6 % — корінних американців - 0,2 % — вихідців з тихоокеанських островів - 8,8 % — осіб інших рас |

До двох чи більше рас належало 4,1 %. Частка іспаномовних становила 21,5 % від усіх жителів.
За віковим діапазоном населення розподілялося таким чином: 23,2 % — особи молодші 18 років, 63,7 % — особи у віці 18—64 років, 13,1 % — особи у віці 65 років та старші. Медіана віку мешканця становила 40,3 року. На 100 осіб жіночої статі у місті припадало 96,3 чоловіків;  на 100 жінок у віці від 18 років та старших — 93,8 чоловіків також старших 18 років.
Середній дохід на одне домашнє господарство  становив 95 704 долари США (медіана — 80 276), а середній дохід на одну сім'ю — 107 474 долари (медіана — 90 608). Медіана доходів становила 67 344 долари для чоловіків та 50 449 доларів для жінок. За межею бідності перебувало 9,3 % осіб, у тому числі 10,2 % дітей у віці до 18 років та 7,5 % осіб у віці 65 років та старших.
Цивільне працевлаштоване населення становило 30 031 осіб. Основні галузі зайнятості: освіта, охорона здоров'я та соціальна допомога — 21,5 %, науковці, спеціалісти, менеджери — 12,7 %, роздрібна торгівля — 11,3 %, мистецтво, розваги та відпочинок — 10,6 %.